# André Castex
Pour les articles homonymes, voir Castex.
François Laurent André Castex (27 mai 1851 à Bordeaux - 14 janvier 1942 à Paris) est un médecin ORL français.

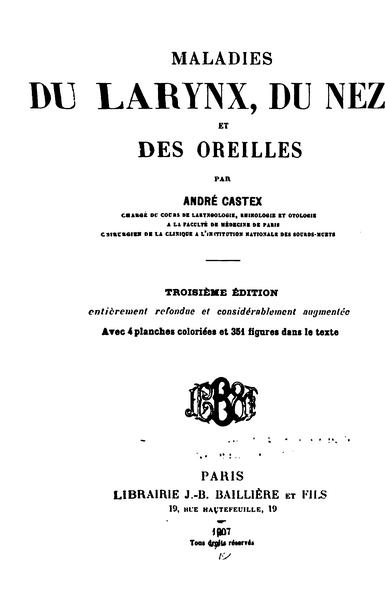
Maladies du larynx, du nez et des oreilles - 1903

## Biographie
Fils de Jacques Castex, docteur en médecine et de Jeanne Marie-Louise Vergnes, François Laurent André Castex naquit à Bordeaux le 27 mai 1851. Il étudia la médecine à Paris. 
D’abord Interne des hôpitaux de Paris (1876 – 1879), puis Chef de clinique du Dr Krishaber (1877 – 1878), il obtint son doctorat en Médecine en 1881. Aide d'anatomie à la Faculté (1881 – 1882), prosecteur (1883 –1886), il fut nommé Chef de clinique chirurgicale de l'Hôtel-Dieu (1887 –1888). Il créa ensuite un Cours libre d'oto-rhino-laryngologie de 1891 à 1895 à Paris, puis un Cours complémentaire d’ORL à partir de 1896. Il fonda en 1898 le Bulletin de laryngologie, rhinologie et otologie. En parallèle à son activité hospitalo-universitaire, il exerça à l'Institution Nationale des sourds-muets de Paris (aujourd'hui Institut national des jeunes sourds). D’abord Chirurgien de la clinique de l’établissement, Médecin auriste, il y occupera le poste d’auriste en chef. Il eut tout au long de sa carrière une intense activité éditoriale dans divers périodiques et traités (Bulletin de laryngologie, rhinologie et otologie bien sûr mais aussi Revue de chirurgie, Annales des maladies des oreilles et du larynx, Nouveau traité de chirurgie, Traité de Médecine et Thérapeutique, etc.) : dix publications sur les maladies du pharynx, vingt-huit sur celles du larynx dont L’Orthophonie : Correction des troubles de la parole et de la voix, dix consacrées à la physiologie et pathologie de la voix, vingt-sept aux maladies du nez et de ses cavités annexes, trente trois aux maladies des oreilles dont un Rapport à M. le ministre de l’Intérieur sur les Instituts de Sourds-Muets en Danemark, Norvège, Suède et Allemagne du Nord, quatre à la surdi-mutité, quatre aux maladies de l’œsophage, de la trachée, des parotides et douze à la chirurgie générale paraîtront jusqu’en 1906. 
Vingt-six autres publications s’échelonneront de 1907 à 1918, plusieurs consacrées aux blessures et surdités de guerre dont Rééducation des sourds de guerre : Présentation de militaires rééduqués, (Annales de Médecine), en 1916. Il avait été nommé dès le début du conflit Chef du centre d’otorhinolaryngologie à l’hôpital militaire Villemin de Paris. 
Il fut membre de plusieurs Sociétés savantes (anatomique, clinique, de médecine de Paris, de médecine et de chirurgie pratique, française d’otorhinolaryngologie -  membre fondateur en 1891 puis Président en 1904, d’otorhinolaryngologie de Paris -  Président en 1902, belge d’ORL). Il effectua plusieurs voyages scientifiques afin d’étudier l’enseignement ORL en Allemagne et Autriche (1896), en Russie (1897), en Angleterre et en Italie (1898).
Il décéda à Paris en 1942.
Il avait épousé, le 1er août 1887, à la mairie du 9e arrondissement de Paris, Juliette Louise Carmier (née à Paris le 12 novembre 1870), fille d'Alexandre, rentier, 11, rue Scribe et de Marie-Juliette Legrand.